# آجا (ربة)
آجا (بالإنجليزية: Aja)‏ في الأساطير الإفريقية، آجا هي ربة الغابة يكرمها شعب اليوروبا في نيجيريا. وهي تعلم المؤمنين بها استخدام الأعشاب الطبية التي توجد في الغابات الإفريقية.